# Afromaculepta namibiae
Afromaculepta namibiae là một loài bọ cánh cứng trong họ Chrysomelidae. Loài này được Hasenkamp & Wagner miêu tả khoa học năm 2000.